# Staroboleslavská rovina
Staroboleslavská rovina je geomorfologický okrsek ve střední a východní části Mělnické kotliny, ležící v okresech Mělník, Praha-východ, Mladá Boleslav a Nymburk ve Středočeském kraji.

## Poloha a sídla
Pás okrsku se nachází mezi městy Mělník na severozápadě a Lysou nad Labem na jihovýchodě. U jihozápadní hranice jsou Neratovice a Brandýs nad Labem, u severovýchodní hranice Předměřice nad Jizerou. Zcela uvnitř území je bývalé město Stará Boleslav a větší obce Tišice a Dřísy.

## Geomorfologické členění
Okrsek Staroboleslavská rovina (dle značení Jaromíra Demka VIB–3C–2) náleží do celku Středolabská tabule a podcelku Mělnická kotlina.
Členění Balatky a Kalvody neuvádí okrsek Staroboleslavská rovina, nýbrž Staroboleslavská kotlina, který je územně rozsáhlejší, a člení se na podokrsky Kostelecká kotlina a Dříská kotlina.
Demkova Staroboleslavská rovina sousedí s dalšími okrsky Středolabské tabule (Všetatská pahorkatina na severozápadě, Labsko-vltavská niva na západě až jihu, Milovická tabule a Středolabská niva na jihovýchodě) a s celkem Jizerská tabule na severu až východě.